# Antigone (Sophocle)
Pour les articles homonymes, voir Antigone.
 (février 2010).
Si vous disposez d'ouvrages ou d'articles de référence ou si vous connaissez des sites web de qualité traitant du thème abordé ici, merci de compléter l'article en donnant les références utiles à sa vérifiabilité et en les liant à la section « Notes et références ».
Antigone (en grec ancien Ἀντιγόνη / Antigónê) est une tragédie grecque de Sophocle dont la date de création se situe en 441 av. J.-C. Elle appartient au cycle des pièces thébaines, avec Œdipe roi et Œdipe à Colone, décrivant le sort tragique d'Œdipe (roi de Thèbes) et de ses descendants.
Dans l'économie du cycle, Antigone est la dernière pièce, mais elle a été écrite avant les autres.

## Genèse et histoire
Antigone est chronologiquement la dernière partie d'une tétralogie (qui a survécu sous forme de trilogie) sur Œdipe et la famille royale de Thèbes. Thèbes est dans l'Antiquité la rivale historique d'Athènes, la ville natale de Sophocle.
Sophocle écrit dans Antigone une légende de la mythologie grecque très populaire à son époque, en voyant un potentiel dramatique et moral à la raconter comme une tragédie. Sophocle utilise le personnage d'Antigone pour plaider contre la tyrannie, soutenant éventuellement les valeurs démocratiques attachées à Athènes, mais surtout pour défendre les valeurs universelles du droit naturel et divin, rempart décisif contre toute forme d'illégitimité politique, dont la tyrannie et le despotisme sont l'exemple. Il écrit cette pièce, comme la plupart de ses pièces, pour participer aux compétitions théâtrales associées aux festivals annuels du monde grec données dans le Théâtre de Dionysos.

## Résumé
Œdipe, après avoir tué son père Laïos et être devenu le roi de Thèbes, épouse sa mère Jocaste, qui donne naissance à deux garçons, Étéocle et Polynice, et deux filles, Ismène et Antigone. Créon, le frère de Jocaste, et Eurydice (ne pas confondre avec l'amante d'Orphée) donnent naissance à un fils, Hémon, amant d'Antigone.
Après la mort d'Œdipe, ses deux fils Étéocle et Polynice prennent la décision de se partager le trône de Thèbes : pendant un an, le premier frère régnera sur la cité, pendant que l'autre s'exilera volontairement pour ne pas troubler le frère au pouvoir, et cela s'inverse l'année suivante. Cependant, Étéocle, après avoir régné pendant un an, refuse de renoncer au pouvoir. Furieux, Polynice s'allie aux Argiens et assiège la ville. Après un long duel, les deux frères finissent par s’entre-tuer et Créon prend la suite du règne. Il décide d'enterrer Étéocle, mais pas Polynice, qui a trahi sa patrie. Cela provoque la colère d'Antigone. Elle décide ainsi, malgré les prières de sa sœur Ismène - qui a peur de désobéir à Créon - de braver les lois de son oncle, mais d'obéir aux lois des dieux et d'enterrer son frère. Malheureusement, après avoir réussi à honorer le mort une fois, elle se fait capturer par des gardes.
Dans un long dialogue, elle se défend contre Créon, démontrant ainsi son intransigeance et sa volonté de supporter les malheurs de sa famille. Elle argue notamment que rien, surtout pas les lois d'un humain, n'est supérieur à la volonté des dieux et à leurs lois immuables, et qu'elle ne craint pas la mort en tentant d'accomplir son devoir. Finalement, Créon la condamne à être enterrée vivante, malgré les supplications de son fils Hémon, venu défendre sa fiancée. Seulement, il finit par revenir sur sa parole et enterrer Polynice, quand Tirésias, le devin respecté de tous, lui prophétise son malheur prochain pour ne pas avoir voulu respecter les lois naturelles édictées par les dieux. Mais il est trop tard : Antigone s'est pendue, suivie par son promis Hémon et sa mère Eurydice. Créon, brisé par le désespoir, se retire du pouvoir : Ismène devient la seule survivante de la lignée des Labdacides.

### Personnages
- Antigone (fille d'Œdipe et Jocaste et fiancée d'Hémon) : héroïne éponyme de la tragédie, elle se caractérise par une loyauté sans faille aux membres de sa famille, qu'elle cherche à protéger[6]. C'est pour cela qu'elle va vouloir rendre à son frère Polynice les rites funéraires prescrits par la loi naturelle, alors qu'elle sait qu'elle risque sa vie en le faisant. Elle est donc courageuse, franche et civique n'hésitant pas à tenir tête à Créon, opposant à sa loi légale, mais illégitime interdisant d'enterrer Polynice, la loi des dieux légitime[6]. Elle accorde plus d'importance aux actes qu'aux mots. Elle tente par son assurance du bon droit et de la justice de ne pas faiblir face à la mort, mais elle laisse quand même échapper sa peur face à Créon[7]. D'après l'étymologie de son nom il est possible de dire qu'Antigone représente à la fois une opposition de la famille à la cité, et aussi une opposition à la famille elle-même : la préposition "anti" veut à la fois dire "en opposition à" et "en compensation de", et "gone" dérive de "genos" qui signifie à la fois "progéniture", "génération", "naissance", "utérus" et "semence"[8]
- Ismène (sœur d'Antigone) : C'est elle qui exprime le caractère absolu de l'action d'Antigone, qui se voue à la mort[9]. Elle est souvent mise en opposition avec sa sœur pour être plus faible qu'elle, et avoir moins de courage[9]. Elle finit par vouloir rejoindre Antigone dans sa punition en se déclarant complice de son crime[9], mais est à ce moment-là rejetée par sa sœur. Sa considération par les critiques varie : soit elle est considérée comme un personnage faible et soumis[10], soit il est dit qu'elle résisterait quand même en étant ainsi, ou encore qu'elle pourrait simplement attendre une opportunité d'agir qui n'arrive pas[9].
- Créon (roi de Thèbes) : despote impitoyable, il représente la tyrannie[11]. Il méprise l'acte de rébellion d'Antigone car elle est source d'anarchie[11]. Créon est une figure de l'hybris grec par son orgueil démesuré[11]. Le personnage de Créon évolue dans les trois pièces qui le mettent en scène (Œdipe roi, Œdipe à Colone, Antigone) pour devenir ainsi[11]. Créon souffre d'un complexe d'infériorité, si bien qu'il essaye toujours de se persuader qu'il a raison, et rabaisse les autres[7] : il a peur de sa faiblesse intérieure et des menaces qui viendraient de l'extérieur, et croit toujours qu'on conspire contre son pouvoir[12].
- Trois gardes
- Hémon (fils de Créon et fiancé d'Antigone)
- Tirésias (devin)
- Un messager
- Eurydice (femme de Créon)
- Un serviteur

- Le chœur composé de vieillards thébains

### Plan
La pièce est découpée en six épisodes introduits par un prologue.
- Prologue : Antigone, Ismène, le chœur
- Premier épisode : Créon,  le garde, le chœur
- Deuxième épisode : Créon, le garde, le chœur, Antigone, Ismène
- Troisième épisode : Créon, Hémon, le chœur
- Quatrième épisode : Créon, Antigone, le chœur
- Cinquième épisode : Créon, Tirésias
- Dernier épisode : Le messager, Eurydice, Le chœur

### Arbre généalogique
|         |         |         |         |         |         |       |       |          |          |          |          |          |          |  |  |        |        |         |         |                                  |                                  |                                  |                                  |                                  |                                  |          |          |          |          |       |       |       |       |       |       |       |       |          |          |          |          |          |          |  |  |
|         |         |         |         |         |         |       |       |          |          |          |          |          |          |  |  |        |        |         |         |                                  |                                  |                                  |                                  |                                  |                                  |          |          |          |          |       |       |       |       |       |       |       |       |          |          |          |          |          |          |  |  |
| Laïos   | Laïos   | Laïos   | Laïos   | Laïos   | Laïos   |       |       |          |          |          |          |          |          |  |  |        |        | Jocaste | Jocaste | Jocaste                          | Jocaste                          | Jocaste                          | Jocaste                          |                                  |                                  | Créon    | Créon    | Créon    | Créon    | Créon | Créon |       |       |       |       |       |       | Eurydice | Eurydice | Eurydice | Eurydice | Eurydice | Eurydice |  |  |
| Laïos   | Laïos   | Laïos   | Laïos   | Laïos   | Laïos   |       |       |          |          |          |          |          |          |  |  |        |        | Jocaste | Jocaste | Jocaste                          | Jocaste                          | Jocaste                          | Jocaste                          |                                  |                                  | Créon    | Créon    | Créon    | Créon    | Créon | Créon |       |       |       |       |       |       | Eurydice | Eurydice | Eurydice | Eurydice | Eurydice | Eurydice |  |  |
|         |         |         |         |         |         |       |       |          |          |          |          |          |          |  |  |        |        |         |         |                                  |                                  |                                  |                                  |                                  |                                  |          |          |          |          |       |       |       |       |       |       |       |       |          |          |          |          |          |          |  |  |
|         |         |         |         |         |         | Œdipe | Œdipe | Œdipe    | Œdipe    | Œdipe    | Œdipe    |          |          |  |  |        |        |         |         | Jocaste (mère et épouse d'Œdipe) | Jocaste (mère et épouse d'Œdipe) | Jocaste (mère et épouse d'Œdipe) | Jocaste (mère et épouse d'Œdipe) | Jocaste (mère et épouse d'Œdipe) | Jocaste (mère et épouse d'Œdipe) |          |          |          |          |       |       |       |       |       |       |       |       |          |          |          |          |          |          |  |  |
|         |         |         |         |         |         | Œdipe | Œdipe | Œdipe    | Œdipe    | Œdipe    | Œdipe    |          |          |  |  |        |        |         |         | Jocaste (mère et épouse d'Œdipe) | Jocaste (mère et épouse d'Œdipe) | Jocaste (mère et épouse d'Œdipe) | Jocaste (mère et épouse d'Œdipe) | Jocaste (mère et épouse d'Œdipe) | Jocaste (mère et épouse d'Œdipe) |          |          |          |          |       |       |       |       |       |       |       |       |          |          |          |          |          |          |  |  |
|         |         |         |         |         |         |       |       |          |          |          |          |          |          |  |  |        |        |         |         |                                  |                                  |                                  |                                  |                                  |                                  |          |          |          |          |       |       |       |       |       |       |       |       |          |          |          |          |          |          |  |  |
|         |         |         |         |         |         |       |       |          |          |          |          |          |          |  |  |        |        |         |         |                                  |                                  |                                  |                                  |                                  |                                  |          |          |          |          |       |       |       |       |       |       |       |       |          |          |          |          |          |          |  |  |
| Étéocle | Étéocle | Étéocle | Étéocle | Étéocle | Étéocle |       |       | Polynice | Polynice | Polynice | Polynice | Polynice | Polynice |  |  | Ismène | Ismène | Ismène  | Ismène  | Ismène                           | Ismène                           |                                  |                                  | Antigone                         | Antigone                         | Antigone | Antigone | Antigone | Antigone |       |       | Hémon | Hémon | Hémon | Hémon | Hémon | Hémon |          |          |          |          |          |          |  |  |
| Étéocle | Étéocle | Étéocle | Étéocle | Étéocle | Étéocle |       |       | Polynice | Polynice | Polynice | Polynice | Polynice | Polynice |  |  | Ismène | Ismène | Ismène  | Ismène  | Ismène                           | Ismène                           |                                  |                                  | Antigone                         | Antigone                         | Antigone | Antigone | Antigone | Antigone |       |       | Hémon | Hémon | Hémon | Hémon | Hémon | Hémon |          |          |          |          |          |          |  |  |

### Argument
Antigone fait part à sa sœur Ismène de son intention de braver l'interdiction émise par le roi Créon (leur oncle) d'accomplir les rites funéraires pour leur frère Polynice — tué par son autre frère Étéocle lors d'une bataille où chaque frère voulait la mort de l'autre pour devenir roi de Thèbes et où chacun d'eux perdit la vie. Antigone risque la mort. Tout en reconnaissant la justesse du geste, Ismène refuse de la suivre dans cette entreprise (« Je cède à la force, je n'ai rien à gagner à me rebeller »).
Alors qu'Antigone s'en va accomplir ce qu'elle estime être son devoir religieux et politique, Créon développe devant le chœur des vieillards thébains — des conseillers, représentant la sagesse et le peuple — sa philosophie politique (le service de la cité, le bien du peuple et le respect des traditions) et se propose à l'épreuve du commandement et des lois. Il y glisse une menace voilée adressée au Coryphée, le soupçonnant de corruption (au service des esprits rebelles).
Le Garde vient alors informer le roi de la violation de son décret, sans toutefois connaître l'identité du coupable. Le Coryphée suggère à celui-ci que son interdiction était peut-être excessive (« Cette affaire-là pourrait bien être envoyée par les dieux »). Créon se fâche et lui ordonne le silence. Le Garde, lui, est accusé d'être complice de l'auteur du forfait rapporté, de cacher son identité, et cela « pour de l'argent ». Le roi le menace des pires sévices s'il ne ramène pas rapidement un coupable afin de s'innocenter.
C'est dans un mélange de soulagement et de réticence (« Il y a une chose qui importe avant tout : sauver sa peau ») que le Garde revient accompagné d'Antigone, prise en flagrant délit de récidive. L'affrontement est immédiat et total : la jeune fille affirme l'illégitimité de l'édit royal en se réclamant des lois divines, non-écrites et éternelles, tandis que Créon soutient que les lois humaines ne peuvent être enfreintes pour des convictions éternelles, signant ainsi le régime tyrannique opposé au régime légitime et qu'en outre, Polynice était un paria qui s'était associé aux ennemis de la cité. Après que la jeune fille eut justifié sa lutte par l'amour fraternel, argumentant: (« je suis née pour partager l'amitié, et non pas la haine»), il conclut : « Ce n'est pas une femme qui fera la loi », et montre sa décision de ne pas faire passer cette insubordination à son pouvoir. Quand Ismène réapparaît, c'est pour s'entendre accuser par son oncle d'avoir participé à la cérémonie mortuaire ou, du moins, d'en avoir eu connaissance sans dénoncer (ce qui ferait d'elle une complice). Elle exprime son désir de partager le sort de sa sœur. Celle-ci refuse, la jugeant intéressée (terrorisée à l'idée de se retrouver seule survivante de sa famille), mais l'obstination d'Antigone à revendiquer son acte dans sa totale responsabilité pourrait être une marque de confiance en soi par rapport au droit divin. Créon, exaspéré par ce comportement, les traite de folles et les fait placer en réclusion.
Puis arrive Hémon, le fils de Créon et fiancé de la condamnée. Le jeune prince s'enhardit à déclarer à son père qu'il se trouve dans l'abus de pouvoir en refusant « les honneurs que l'on doit aux dieux », commettant ainsi une « faute contre la justice » mais, surtout, en refusant d'écouter la voix du peuple qui, elle, réclame qu'on épargne Antigone, tout en expliquant qu'il ne voulait comme fils que le bien de son père et par conséquent préoccupé du tournant de sa décision. Encore une fois, et peut-être toujours avec une part d'orgueil, Créon réitère que la justice et ses conséquences s'appliquent à quiconque agit à leur encontre, et qu'il ne pourrait épargner la coupable. Finalement, il soutient que le comportement de Hémon est sans aucun doute influencé par l'amour qu'il porte à la condamnée (« Créature dégoûtante, aux ordres d'une femme »). Il conclut le débat par des injonctions à l'obéissance inconditionnelle que les fils doivent aux pères, le peuple à son chef. Hémon quitte brusquement les lieux en proférant une promesse morbide que Créon interprète, à tort, comme une menace contre sa vie.
Tirésias sera le dernier adversaire de ce triple affrontement. Le devin est venu dévoiler au roi que les dieux n'approuvent pas son action et qu'il en pâtira pour la cité si Antigone n'est pas libérée et Polynice enterré. Créon insulte Tirésias en l'accusant de s'être vendu aux comploteurs qui en veulent à son pouvoir. Mais, secoué par les sombres prédictions du devin aveugle, lequel ne s'est jamais trompé, il se ravise et écoute la voix de la sagesse pour finalement procéder aux funérailles de son neveu avant d'aller délivrer Antigone de la grotte au fond de laquelle elle avait été emmurée vivante « avec assez de nourriture pour ne pas offenser les dieux ». Il est hélas trop tard car la fille d'Œdipe, qui refuse de devoir sa mort à un souverain obstiné, s'est pendue à l'aide de ses vêtements. Hémon, qui l'avait rejointe avant Créon, tire son épée et, après avoir tenté quelques coups furieux contre son propre père, se la plonge dans le corps pour mourir auprès de sa bien-aimée.
En retournant au palais, Créon apprend que son épouse, Eurydice, vient elle aussi de se tuer, le messager annonçant le suicide de Hémon lui ayant délivré son message peu avant. Il est anéanti par cette série de catastrophes (« désastre venu de nos propres plans ») et n'aspire plus qu'à une mort rapide (« Débarrassez cet endroit d'un propre à rien »). Le Coryphée tire la leçon de cet « entêtement qui tue », un entêtement ou plutôt une démesure qui pousse le destin à la vengeance (par la mort, voire d'une manière bien pire) pour rétablir l'équilibre des choses : un concept qui s'applique aussi bien à Antigone qu'à Créon, dans ce cas-ci ; C'est le principe du droit naturel qui s’applique universellement à toute personne ou régime qui l’enfreint.

## Analyse

### Caractères des personnages
C'est en allant à l'encontre des traditions que Créon bouleverse l'ordre des choses (lui-même poussé à cela par les actes de Polynice et la malédiction des Labdacides) : il garde l'âme d'un mort (Polynice) chez les vivants en ne lui offrant pas les derniers hommages et fait mourir une femme (Antigone) dont l'heure n'était pas venue ; il empiète ainsi sur le rôle des dieux et se donne un pouvoir qu'il n'a pas. Antigone rétablit l’ordre naturel : elle agit pour son frère appliquant une prescription divine et donc morale qui est due à tous les Thébains, même si Polynice peut-être vu comme un traître. Antigone préfère l'honneur dans l'obéissance aux lois légitimes et la mort plutôt qu'une vie de confort auprès de Hémon, malgré son amour pour lui.Tout oppose Créon et Antigone, Le tyran impose avec démesure et orgueil un pouvoir illégitime fondé sur le droit humain subjectif, la jeune fille, prototype de la résistante s'oppose fièrement au nom de la raison et de la justice morale. Les deux partagent un point de vue sans compromis qui les pousse tous deux dans leur obstination, leur solitude et leur certitude, faisant d'eux de purs héros sophocléens,[source insuffisante].
C’est l'idéalisme contre le réalisme politique, Antigone, c'est la tragédie des oppositions et, surtout, celle de la justice sociale : Créon et Antigone sont inébranlables dans leurs convictions personnelles, convaincus de faire le bien. Ainsi l'un comme l'autre sont-ils responsables de la tragédie.
De plus, comme l'a montré Jacqueline de Romilly, Créon ne pense que par opposition et évidences (hommes/femmes, opposants/alliés)qui le conduisent à la tyrannie, quitte à contredire ses beaux discours initiaux. Il veut la cohésion et tout se détruit, sa famille comme l’État, car il souille la cité et veut se substituer au divin. Antigone et Créon, c’est l’affirmation de principes absolus qui exclut les liens humains, ce qui implique la solitude, caractéristique du héros supérieur au commun des mortels. Hémon et Ismène sont quant à eux les représentants d’une position humaine et conciliante, leur mort signifie leur échec, l'impossibilité de modérer les devoirs politiques des deux héros,.
Toutefois, Jean Anouilh, dans son adaptation en un acte de cette tragédie, fait ressortir de manière plus évidente l'obligation que Créon a de régner sur Thèbes (depuis le départ forcé d'Œdipe, puis la mort de ses fils) et de prendre des décisions qui ne lui plaisent guère. C'est un homme qui aime vivre dans l'opulence lorsqu'elle est dénuée des angoisses de ceux qui ont le pouvoir, sans parler des complots et autres insatisfactions populaires. Mais surtout, Créon a vu naître la malédiction des Labdacides (les descendants de Laïos, en l’occurrence : Œdipe, Polynice, Étéocle, Antigone et Ismène) lorsque la première prophétie de Tirésias s'est réalisée (voir le mythe d'Œdipe), laquelle devait se réaliser, de par la volonté des dieux : la fatalité. Le destin devait mener cette famille à poser des actes condamnables sinon monstrueux tout au long de sa lignée ; peut-être le roi espérait-il réparer ces fautes et briser le cycle ? Autrement dit, vouloir casser cette séquence de tragédies, forcément douloureuses pour les hommes, serait ce contre la volonté des dieux ? Là est tout le débat : des mortels ou des dieux, quel parti prendre ? 
Étrangement, les morts d'Antigone et de la famille de Créon marquent la fin des tragédies des Labdacides ; soit qu'Ismène, dernière survivante, n'a jamais eu d'enfant, soit que l'équilibre a été rétabli et les dieux sont satisfaits. En fait, Ismène est la seule qui soit réservée et prudente, la seule qui ne verse pas dans la démesure (ou l'hybris, l'un des pires traits de caractère, selon les Grecs) qui, loin de la sagesse, entraîne une vengeance (némésis) inévitable, fatale.
L’erreur et le malheur sont nécessaires pour apprendre, comme nous le montre le chœur. Nous sommes soumis au temps qui détruit tout (même idée que dans Œdipe roi).
Gradation des stasima dans Antigone : 
1. Puissance de l'être humain qui fait des conquêtes, mais aussi mise en garde contre le non-respect des lois (humaines ou divines)[18]. Ce chant est difficile à relier au reste de la pièce, mais il est possible de penser qu'à la fin le chœur fait référence à Antigone, en critiquant son action qui viole les lois[18]. Le terme grec qui est souvent traduit par éloge peut cependant aussi être traduit comme de la réprobation, et alors le chœur rappellerait sa condition mortelle à l'être humain qui cherche à conquérir le monde et désobéit ainsi à la nature et aux dieux[18]. Dès lors, seul l'ordre de la cité pourrait conduire au bien[18]. Mais on peut voir ce stasimon d'une autre façon : le chœur ferait référence aux formes d'opposition à la volonté de liberté à Athènes au temps de Périclès, et serait alors désapprouvé par Sophocle, ce qui ferait de ce stasimon un éloge de l'être humain[18].
2. L’homme porte le mal et n’est pas à la mesure de toute chose ;
3. Éros et Aphrodite dominent le monde ; intuition tragique : ce n’est qu’un jeu pour les dieux : ce stasimon suit directement la dispute entre Créon et Hémon. Il présente une sorte d'amour (éros) qui serait invincible, et gagnerait toujours[19]. Mais cela entraîne des conflits, car cet amour invincible est adjacent au pouvoir du roi qui gouverne[19].
4. Fables mythologiques pour commenter Antigone[20] ;
5. Invocation de Dionysos qui réunit les contraires : leçon poétique ; la cité doit accepter ce qui la dépasse (loi divine, destin, fatalité)[21],[22].

### Thèmes
Désobéissance civile

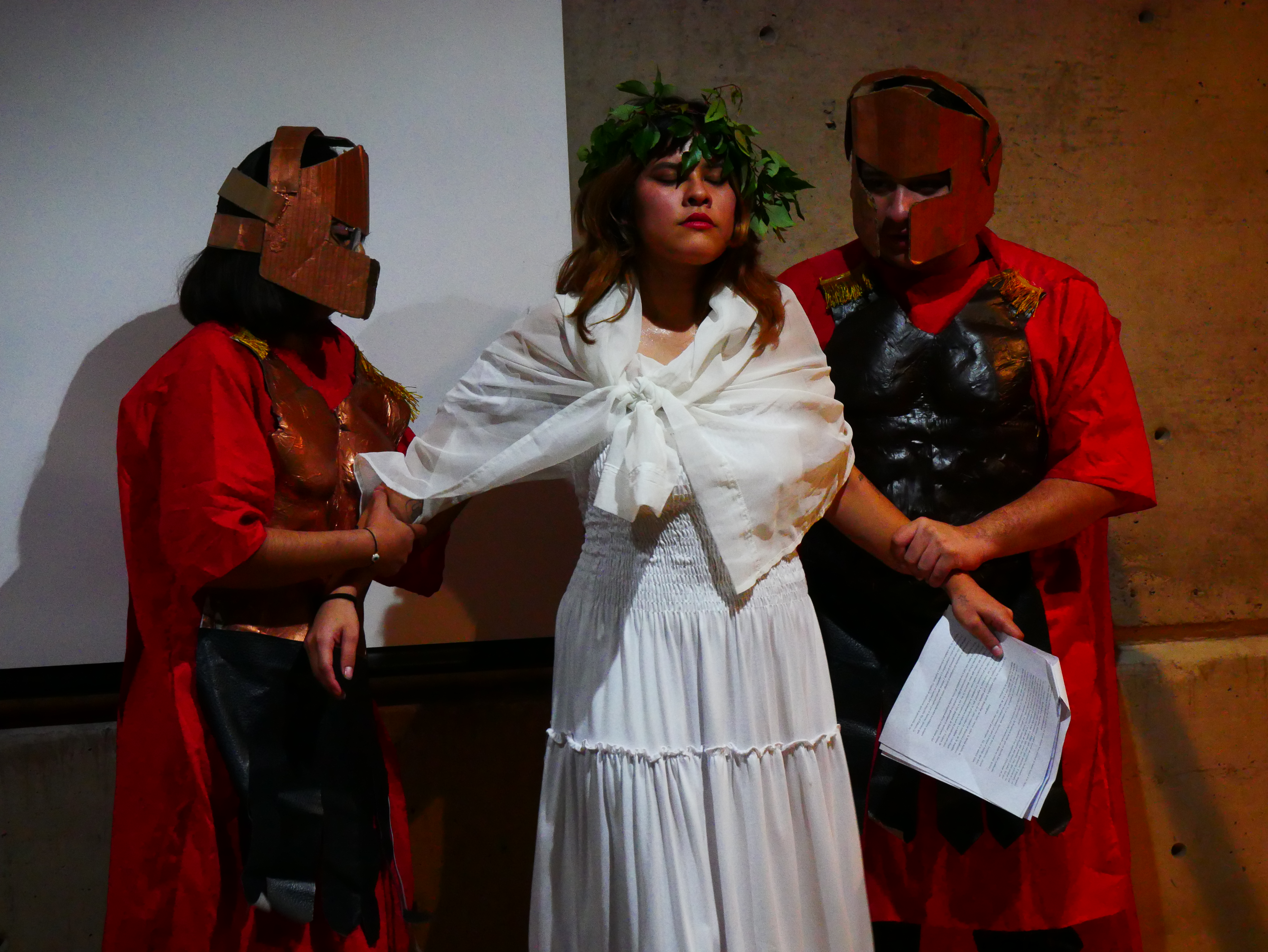
Antigone en état d'arrestation.

Un thème bien établi dans Antigone est le droit de l'individu à rejeter l'atteinte portée par la société à sa liberté d'accomplir une obligation légitime car morale. La question de savoir si la volonté d'Antigone d'enterrer son frère est fondée sur une pensée rationnelle ou sur l'instinct est liée à ce thème, un débat auquel Goethe a contribué.
L'équité
Suivant la tradition aristotélicienne, Antigone est également considérée comme une étude de cas pour l'équité. Catharine Titi a comparé la loi "divine" invoquée par Antigone aux normes impératives du droit international coutumier (jus cogens) et a analysé le dilemme d'Antigone comme invitant à l'application de l'équité contra legem afin de corriger la loi.

### Nouveautés et éléments traditionnels
On ignore si cette partie de la légende ne repose pas sur une invention de Sophocle. Néanmoins, certains éléments de la pièce comme l'invocation du chœur à Dionysos prié de venir purifier la cité semblent très anciennes.

## Adaptations et mises en scène notables

### Pièces de théâtre et romans
- 1637 : Antigone, pièce de théâtre de Jean de Rotrou ;
- 1922 : Antigone, pièce de théâtre de Jean Cocteau ;
- 1944 : Antigone, pièce de théâtre de Jean Anouilh ;
- 1948 : Antigone, pièce de théâtre de Bertolt Brecht ;
- 1997 : Antigone, roman[27] de Henry Bauchau ;
- 2004 : Antigone voilée, pièce de théâtre de François Ost ;
- 2012 : Antigonick, pièce de théâtre de Anne Carson ;
- 2013 : Le Quatrième Mur, roman de Sorj Chalandon racontant la mise en scène d'Antigone au Liban pendant la guerre civile avec des personnages issus des groupes d'opposants politiques.
- 2019 : Antigone à Molenbeek, roman paru en néerlandais et traduit en français, de Stefan Hertmans, racontant la recherche par Nouria du corps de son frère djihadiste.
- 2019 : Antigone , la guerre civile est terminée, Créon est vainqueur, les frères d'Antigone sont vivants et Antigone a la connaissance d'un lourd secret. Ici, la pièce de Romain Sardou porte un message sur le droit et la liberté des femmes au XXIe siècle encore fragile.
- 2025: Marie Senf, dramaturge de la République fédérale d'Allemagne, a écrit « Antigone », une pièce antitotalitaire, antifasciste et aussi acrobatique. Cette Antigone a été créée au Schauspiel Dortmund - Théâtre dramatique de Dortmund le 25 janvier 2025. Cette production contient une allusion dramatique intertemporelle au Dictateur de Charlie Chaplin et à Méphisto d'Istvan Szabo. Et l’esprit politique, culturel et historique de la création dramatique de Marie Senff perpétue la tradition de «Antigone» de Bertolt Brecht.

### Films
- 1961 : Antigone, de Yórgos Tzavéllas avec Irène Papas dans le rôle-titre ;
- 1962 : Antigone, de William Dieterle ;
- 1965 : Antigone, de Franz Peter Wirth ;
- 1970 : Les Cannibales, de Liliana Cavani ;
- 1973 : Aminata, de Claude Vermorel ;
- 1973 : Antigone, de Jean-Paul Carrière ;
- 1974 : Antigone, de Stello Lorenzi ;
- 1991 : Die Antigone des Sophokles nach der Hölderlinschen Übertragung für die Bühne bearbeitet von Brecht 1948 (Suhrkamp Verlag) (Antigone), de Jean-Marie Straub et Danièle Huillet ;
- 2011 : Antigone, de Bruno Coppola
- 2019 : Antigone, de Sophie Deraspe.

### Adaptations (transpositions) musicale
- 1750 : Antigona, opéra de Baldassare Galuppi sur un livret de Gaetano Roccaforte. Première représentation au Teatro delle Dame à Rome le 9 janvier

- 1762 : Antigona, dramma per musica de Vicenzo Legrenzio Ciampi, livret de Gaetano Roccaforte, 1762, Venise)
- 1772 : Antigona, opéra de Tommaso Traetta, sur un livret de Marco Coltellini. Première représentation au théâtre de la cour de St Petersburg
- 1781 : Antigona, opéra de Giuseppe Gazzaniga sur un livret de Gaetano Roccaforte. Première représentation au Teatro di San Carlo à Naples le 31 mai
- 1790 : Antigone, opéra de Niccolo Antonio Zingarelli sur un livret de Jean-François Marmontel
- 1791 : Antigona (Opera seria de Peter Von Winter, livret de Marco Coltellini, 1791, Naples)
- 1817 : Antigone und Oedip, D 542, marche en do majeur pour voix et piano de Franz Schubert sur un livret de Johann Mayrhofer
- 1841 : Antigone, Op 55, Felix Mendelssohn pour chœur d'hommes et orchestre, sur un livret de Johann Jakob Christian Donner (1799-1875) et d'August Böckh
- 1893 : Antigone, cantate de Charles gaston-Levadé
- 1893 : Antigone d'André Bloch pour solistes et orchestre sur un livret de Fernand Beissier (1858-1936). Dédié à Ernest Guiraud et Jules Massenet
- 1893 : Antigone, musique de scène de Camille Saint-Saëns inspiré par la pièce de Sophocle, adaptée par Paul Meurice et Auguste Vacquerie, première représentation au Théâtre-Français le 21 novembre
- 1909-1915 : Antigone, Op 13 de Mikhail Gnesin sur un livret russe de Dimitry Merezhkovsky (1866-1941)
- 1921 : Antigona, opéra de Joseph Mysliveček, livret de Gaetano Roccaforte
- 1921 : Antigone Op 23 de Väinö Raitio pour orchestre
- 1927 : Antigone, tragédie musicale de Arthur Honegger, livret de Jean Cocteau
- 1936 : Antigone, musique de scène sur le texte de Sophocle de Pierre Froidebise
- 1949 : Antigonae, opéra de Carl Orff. texte de Sophocle dans la traduction de Friedrich Hölderlin. Cette partition cherche à retrouver la dimension de la tragédie grecque.
- 1983 : Antigone-Legend, œuvre musicale pour soprano et piano de Frederic Rzewski sur un livret de Judith Malina d'après Bertolt Brecht
- 1988 : Antigone, opéra de Vassily Lobanov, livret d'Alexeï Parine
- 1990: Antigone, opéra de Ton de Leeuw
- 2008 : La Lumière-Antigone, opéra de Pierre Bartholomée, livret de Henri Bauchau
- 2013 : Antigone de Melvin Clive Bird pour voix et orchestre. Livret de Bertolt Brecht

### Mises en scène

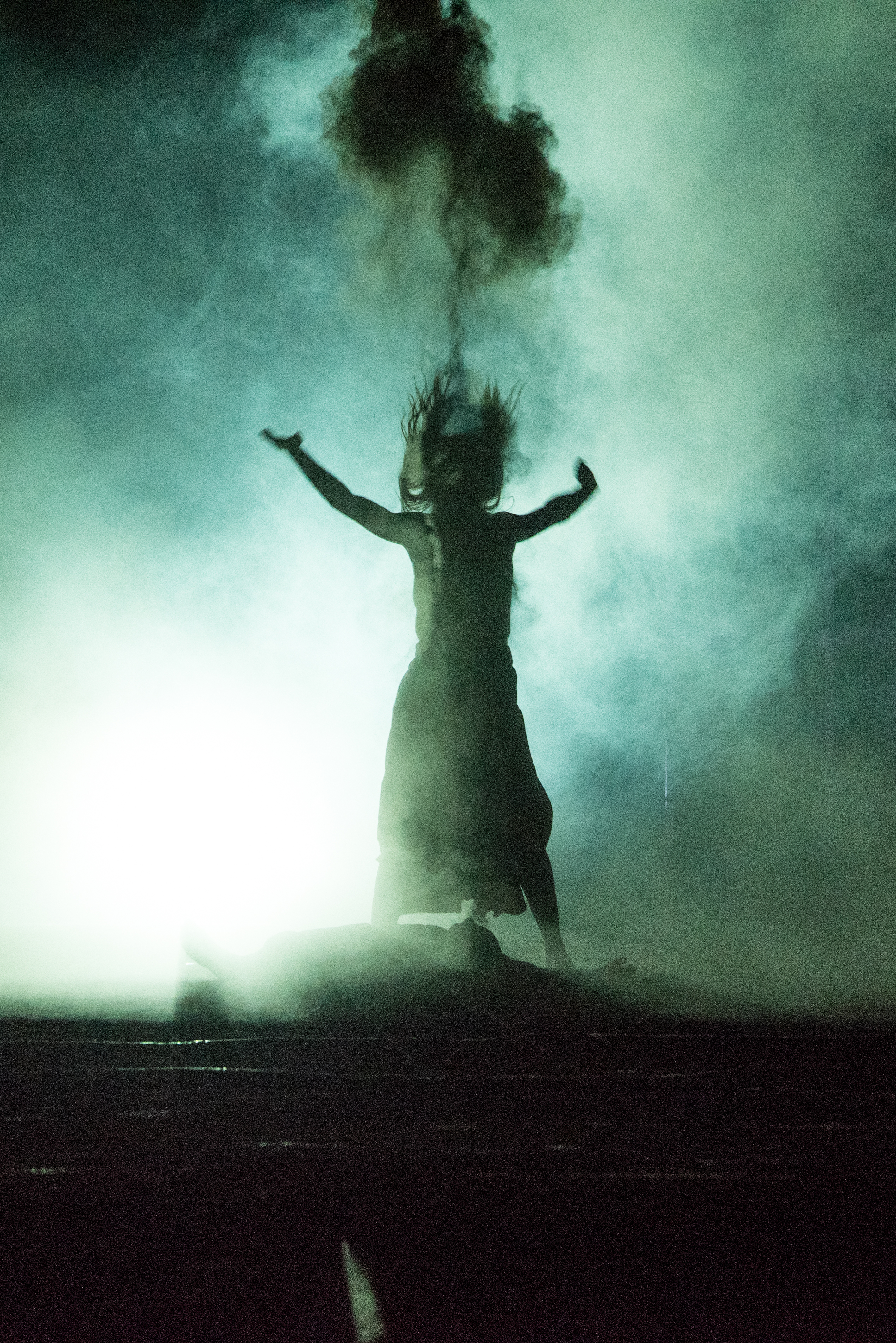
Aenne Schwarz dans le rôle-titre d’Antigone, Burgtheater de Vienne, 2015.

- 1954 : Marie-Hélène Dasté et Jean Dasté, Hélène Séris joue Antigone et Jean Dasté joue Créon, Comédie de Saint-Étienne.
- 1956 : au festival d'Athènes, Théâtre National d'Athènes.
- 1962 : Romain Sanvic (opéra) - Mise en scène: Pierre Laroch, Rideau de Bruxelles,
- 2004 : Jacques Nichet, texte par Irène Bonnaud et Malika Hammou, Théâtre national de Toulouse
- 2006 : Philippe Brunet, masques, décor et costumes d'Yves Leblanc, musique de François Cam, Théâtre Démodocos (Paris)
- 2006 : Anne Delbée, au centre culturel Robert-Desnos (Ris-Orangis)
- 2008 : René Loyon, à l'Atalante (Paris), nouvelle traduction de Florence Dupont (L'Arche Éditeur)
- 2011 : Wajdi Mouawad, traduction par Robert Davreu, musique Bertrand Cantat (album Chœurs)
- 2012 : Massimo Dean, texte par Jérémy Blin, musique Arnaud Méthivier, opéra-performance devant l'opéra de Rennes, sous le nom d'Aria
- 2012 : Too Late! Antigone (Contest #2), Troupe Motus, une expérimentation artistique et psychologique (entre les personnages) à partir du texte d'origine.
- 2012 : Adel Hakim, interprété par les acteurs du Théâtre national palestinien. Spectacle en arabe, surtitré en français.

Pour les mises en scène d'Antigone, cf. Eleni Papalexiou (2010). “Mises en scènes contemporaines d’Antigone”, in: Rose Duroux et Stéphanie Urdician (eds.), Les Antigones contemporaines (de 1945 à nos jours), Presses universitaires Blaise-Pascal, Collection Mythographies et sociétés, premier trimestre 2010, p. 89-103.

### Influence philosophique
- Martin Heidegger n'a pas cessé de s'inspirer de cette œuvre et, notamment, du deuxième chant du Chœur quant à la nature étrange, effrayante, terrible de l'être humain[28].
- George Steiner offre une dense analyse de la pièce, des personnages et des traductions dans son ouvrage Les Antigones (1979).
- En 1987, dans l'émission Océaniques, George Steiner et le philosophe Pierre Boutang dialoguent sur le mythe d'Antigone, croisant les considérations tant sociologiques que métaphysiques sur ce mythe, montrant la grande et perpétuelle actualité du tragique de la pièce de Sophocle[29].